# Филиппо, Пьер
Пьер Филиппо́ (фр. Pierre Philippeaux; 9 ноября 1754, Ферриер (Уаза) — 5 апреля 1794, Париж) — французский адвокат и политик, деятель революции.

## Деятельность
Избранный в члены Национального конвента, подал в конвенте голос за смерть короля, отверг апелляцию к народу и отсрочку казни; поддержал предложение Бурдона из Уазы o том, чтобы при совершении казни присутствовали патриоты, раненные 10 августа при штурме Тюильри.
Принимал участие в мерах, принятых против жирондистов 31 мая и 2 июня 1793 года.
Посланный в западные департаменты, он на месте увидел ужасы гражданской войны. Находясь в оппозиции со своими коллегами, посланными в те же места с одинаковыми поручениями, он составил военный план, совершенно отличный от того, который был принят другими депутатами и военачальниками. Его враги взяли верх и заставили его возвратиться. Раздражённый такой неудачей, он начал обвинять своих противников в том, что они своими жестокостями затягивают войну; восстал даже против Комитета общественного спасения и повторил свои обвинения с трибуны. Причисленный к соучастникам Дантона, Филиппо 16 жерминаля II года (5 апреля 1794 г.) был осуждён Революционным трибуналом на смертную казнь.
Позднее Конвент воздал честь его памяти и назначил пособие его вдове.

## Издания
В 1795 году были напечатаны его «Mémoires historiques sur la Vendée» (в коллекции «Mémoires sur la révolution»).